# Prosopocoilus marioni
Prosopocoilus marioni là một loài bọ cánh cứng trong họ Lucanidae. Loài này được Arnaud & Lacroix mô tả khoa học năm 1991.